# John Denver
John Denver, född Henry John Deutschendorf Jr. den 31 december 1943 i Roswell, New Mexico, död 12 oktober 1997 i en flygolycka utanför Pacific Grove, Monterey County, Kalifornien, var en amerikansk gitarrist, låtskrivare och country- och popsångare.

## Biografi
Henry John Deutschendorf Jr. föddes 1943 i Roswell, New Mexico. Hans far var kapten Henry John "Dutch" Deutschendorf Sr. (1920–1982), pilot i amerikanska arméflygvapnet, och hans mor dennes maka, Erma Louise (född Swope; 1922–2010). John Denver var äldste sonen i familjen.
John Denver var en av 1970-talets bäst säljande artister och låtskrivare och spelade in 289 låtar, varav 140 han hade skrivit själv. Två av de mest kända är "Annie's Song" och "Take Me Home, Country Roads". "Annie's Song" skrev han till sin hustru efter ett gräl. Många andra låtar handlar om kärleken till kvinnor, men även kärleken till naturen är ett vanligt förekommande tema i hans musik.
Som ung flyttade han och hans familj runt i södra och centrala USA, och 1964 bytte han sitt efternamn efter favoritstaden Denver. Samma år blev han en medlem i trion Chad Mitchell Trio, som han lämnade 1969 för att ge ut sin första skiva som soloartist, Rhymes & Reasons.
Under det tidiga 1970-talet hade Denver också ett eget TV-program som hette The John Denver Show.
Den 12 oktober 1997 omkom John Denver när planet han flög, utan passagerare, fick slut på bränsle och havererade i havet.
I filmen Take Me Home: The John Denver Story från år 2000 spelas han av Chad Lowe.

## Diskografi
Album
- Rhymes & Reasons (1969)
- Take Me to Tomorrow (1970)
- Whose Garden Was This (1970)
- Poems, Prayers & Promises (1971)
- Aerie (1972)
- Rocky Mountain High (1972)
- Farewell Andromeda (1974)
- John Denver's Greatest Hits (1974)
- Back Home Again (1974)
- An Evening with John Denver (1975)
- Windsong (1975)
- Rocky Mountain Christmas (1975)
- Spirit (1976)
- John Denver's Greatest Hits, Volume 2 (1977)
- I Want to Live (1977)
- John Denver (1979)
- A Christmas Together – John Denver & The Muppets (1979)
- Autograph (utgivet först 1990) (1980)
- Some Days Are Diamonds (1981)
- Seasons of the Heart (1982)
- Rocky Mountain Holiday – John Denver & The Muppets (1982)
- It's About Time (1983)
- John Denver's Greatest Hits, Volume 3 (1984)
- Dreamland Express (1985)
- One World (1986)
- Higher Ground (1989)
- Earth Songs (1990)
- The Flower That Shattered the Stone (1990)
- Christmas, Like a Lullaby (1990)
- A Christmas Together – John Denver & The Muppets (1990)
- Different Directions (1991)
- John Denver – Country Roads (1994)
- John Denver – Love Again (1996)